# Coipú
El coipú (Myocastor coipus) és un mamífer rosegador de la família dels miocastòrids, propi de Sud-amèrica, de pell molt apreciada. Forma part de la llista de les 100 espècies invasores més nocives d'Europa.

## Descripció

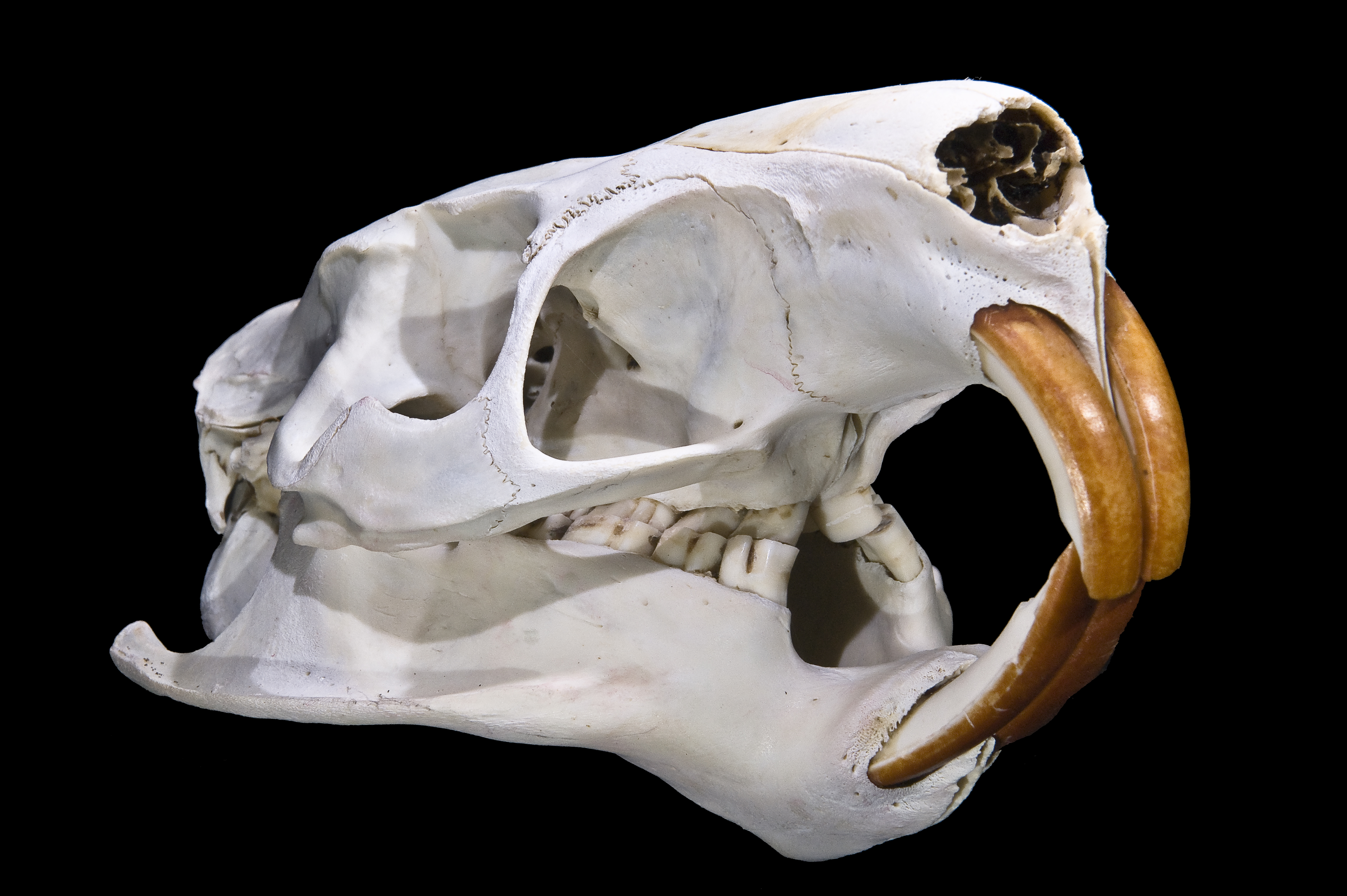
Coipú

És un animal gros i massís, de cua llarga i esquamosa, de secció rodona, gairebé desproveïda de pèl. Altres trets que el caracteritzen són la presència de membranes interdigitals als peus, unes orelles petites, unes vibrisses llargues i uns incisius potents de color ataronjat.
El pelatge, molt suau, és gris marronós amb tons groguencs. Mesura: cap i cos (38-63 cm) i cua (23-45 cm) i pesa de 6 a 10 kg.
Tot i que té un cert aspecte de rata, la seva grandària el fa impossible de confondre amb cap altre rosegador o insectívor d'hàbits amfibis.

## Hàbitat
Vores de masses d'aigua corrents o estancades amb abundant vegetació a les ribes. De costums amfibis, neda i busseja amb facilitat, i quan s'espanta pot romandre ben quiet sota l'aigua durant uns quants minuts. A terra, en canvi, no es mou amb tanta agilitat. Viu en colònies o en parelles en unes galeries no gaire profundes i poc ramificades que construeix a la vora de l'aigua, i és actiu sobretot al crepuscle i a la nit, però també de dia.

## Presència als Països Catalans i als països veïns
Originari de la part meridional de Sud-amèrica, arribà al Principat de Catalunya per ésser criat en granges pelleteres. Alguns exemplars s'escaparen i aconseguiren sobreviure en estat salvatge. Es troba en expansió a la part alta del riu Tordera i a la riera d'Arbúcies, al Montseny, a la riera de Vallfogona (Ripollès), a la riera de la Gavarresa (Bages) i als Aiguamolls de l'Alt Empordà, a la zona lacustre de Banyoles (Pla de l'Estany). D'ençà el 2011  es pot observar fàcilment exemplars lliures a la Catalunya del Nord als parcs públics urbans de Perpinyà (Parc de Sant Vicenç, Parc dels Esports i Parc del Liceu Maillol).
Tanmateix, els coipús encara no han arribat a constituir poblacions estables com ha passat en altres punts de la península Ibèrica, com a Guipúscoa i Navarra. S'observa, malgrat les mesures de parada de paranys per a controlar-ne l'expansió, més i més present a l'Alt Empordà.
Prop dels Països Catalans, hi ha grups de coipús que viuen al país veí d'Occitània i que s'observen per exemple a la Garona, fins a la Vall d'Aran.